# Nereta
El municipi de Nereta (en letó: Neretas novads) és un dels 110 municipis de Letònia, que es troba localitzat al sud del país bàltic, i que té com a capital la localitat de Nereta. El municipi va ser creat l'any 2009 després de la reorganització territorial.

## Ciutats i zones rurals
- Parròquia de Mazzalve (zona rural)
- Parròquia de Nereta (zona rural)
- Parròquia de Pilskalne (zona rural)
- Parròquia de Zalve (zona rural)

## Població i territori
La seva població està composta per un total de 4.425 persones (2009). La superfície del municipi té uns 645,5 kilòmetres quadrats, i la densitat poblacional és de 6,86 habitants per kilòmetre quadrat.